# St. Vincenz-Krankenhaus Paderborn

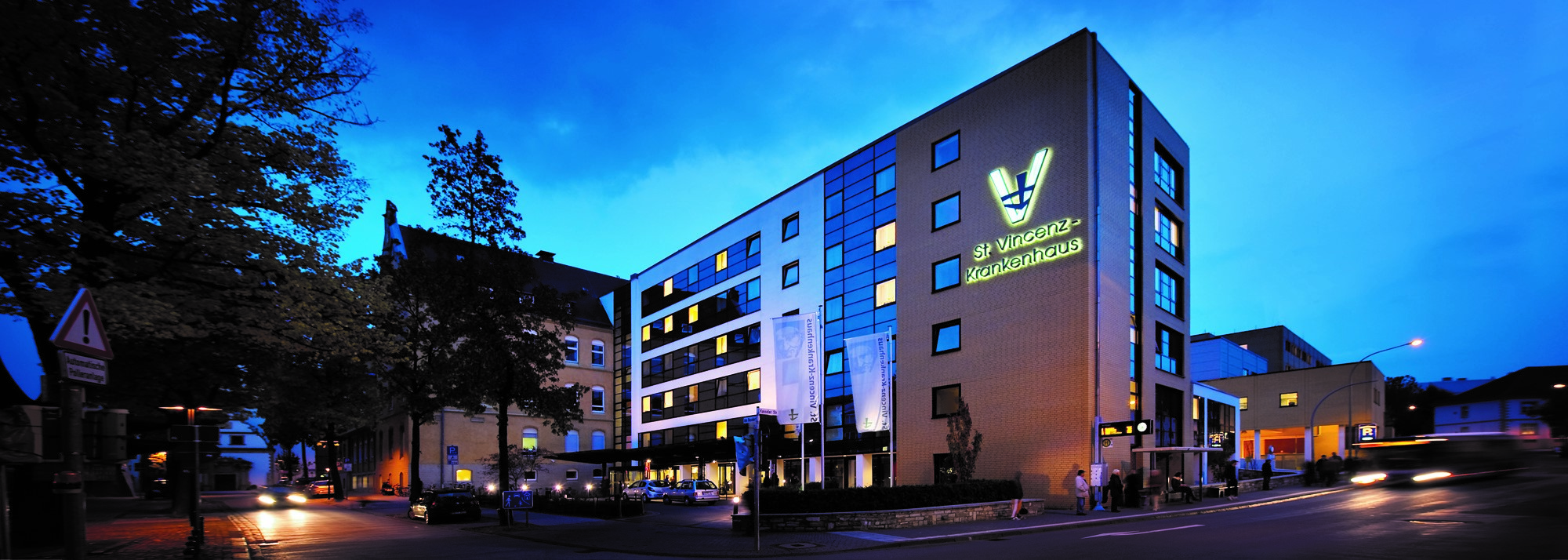
St. Vincenz-Krankenhaus Paderborn

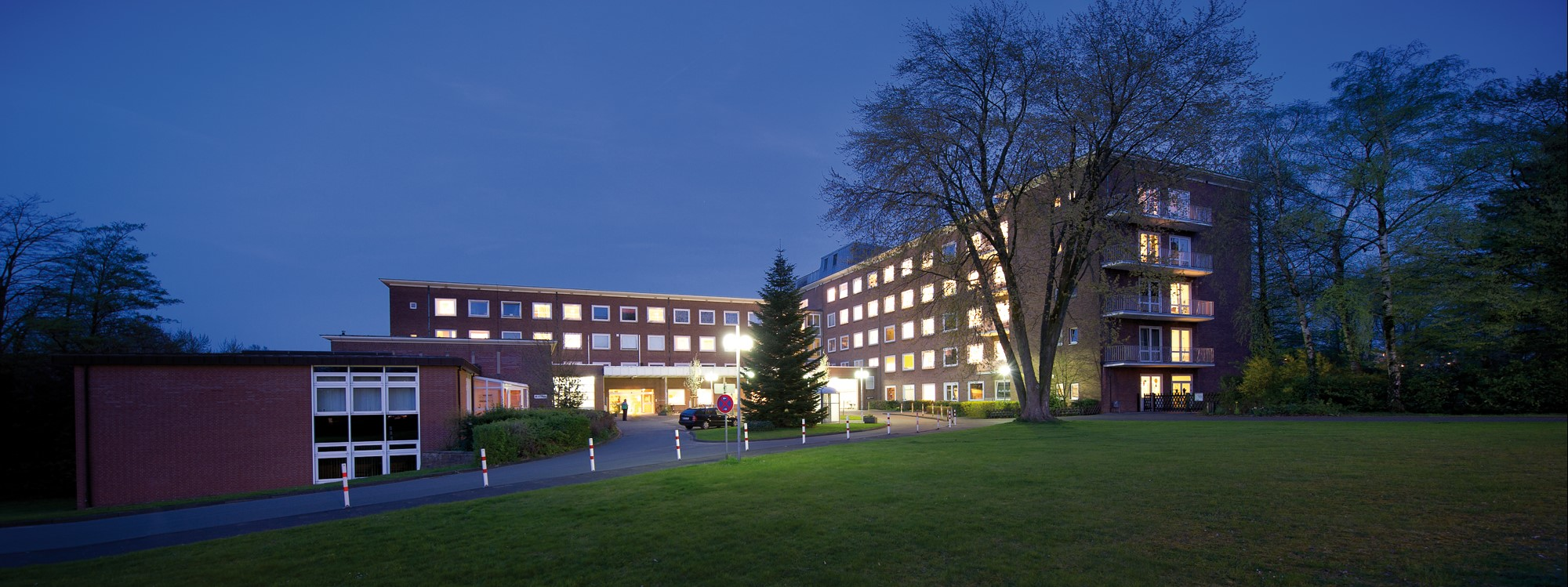
Frauen- und Kinderklinik St. Louise

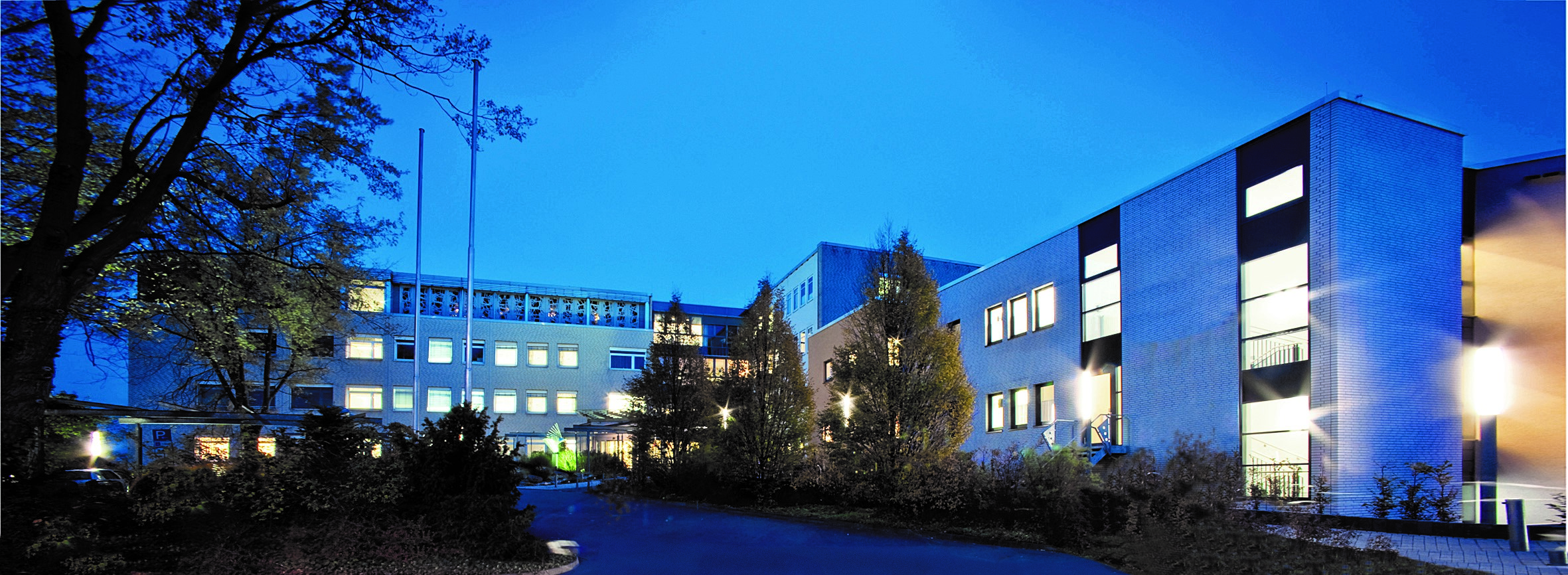
St. Josefs-Krankenhaus

Die St. Vincenz-Kliniken GmbH in Paderborn ist der größte Anbieter von Krankenhausleistungen im Kreis Paderborn. In 18 Fachabteilungen mit insgesamt 800 Betten werden jährlich über 41.000 Patienten stationär versorgt. Der Umsatz betrug 2016 rund 158 Mio. Euro. Die St. Vincenz-Kliniken GmbH ist ein Krankenhaus in freigemeinnütziger Trägerschaft der Kongregation der Barmherzigen Schwestern vom Hl. Vincenz von Paul Paderborn mit drei Standorten: dem Haupthaus Am Busdorf in Paderborn, der Frauen- und Kinderklinik St. Louise an der Husener Straße und dem St. Josefs-Krankenhaus in Salzkotten an der Dr.-Krismann-Straße.

## Geschichte
Im März 1841 kamen die ersten Barmherzigen Schwestern aus Straßburg nach Paderborn, um im damaligen Landeshospital die Betreuung der Kranken zu übernehmen. Das Landeshospital war Krankenhaus und zugleich das erste Mutterhaus der Barmherzigen Schwestern. Die wachsende Zahl der Schwestern machte den Neubau eines Mutterhauses erforderlich. Am 12. September 1857 wurde dieses neue Mutterhaus „Am Busdorf“ eingeweiht. Mit der Zeit wurde klar, dass auch ein neues Krankenhaus gebraucht wurde, denn nicht nur die räumliche Enge im Landeshospital bereitete Probleme, sondern auch die pflegerische Ausbildung der Schwestern. Am Ostermontag 1900 überbrachte Bürgermeister Otto Plassmann den Baubewilligungsbescheid für die Errichtung des Krankenhauses neben dem Mutterhaus „Am Busdorf“. Im Oktober 1901 weihte Bischof Wilhelm Schneider das neue Krankenhaus zwischen Kasseler Straße und Busdorfwall ein.
Im November 2013 wurde der Standort „Landeshospital“ am Kisau endgültig aufgegeben. Im Juli 2023 beantragte das Krankenhaus beim Amtsgericht Paderborn die Eröffnung des Insolvenzverfahrens in Eigenverwaltung.

## Struktur

### Kliniken
- Zwei Kliniken für Allgemein- und Viszeralchirurgie, Kinderchirurgie
- Klinik für Anästhesiologie, Intensivmedizin und Schmerztherapie
- Klinik für Gefäßchirurgie
- Zwei Kliniken für Gynäkologie und Geburtshilfe
- Medizinische Klinik Salzkotten: Allgemeine Innere Medizin, Gastroenterologie, Geriatrie
- Medizinische Klinik I: Allgemeine Innere Medizin, Gastroenterologie, Onkologie
- Medizinische Klinik II: Kardiologie und internistische Intensivtherapie
- Medizinische Klinik III: Nephrologie und Dialyse
- Klinik für Kinder- und Jugendmedizin mit Sozialpädiatrischem Zentrum
- Klinik für Neurologie nebst Stroke Unit
- Klinik für Radiologie/Neuroradiologie
- Zwei Kliniken für Unfallchirurgie und Orthopädie/Handchirurgie

### Belegstationen
- Mund-, Kiefer-, Gesichtschirurgie

### Zentren
- Ambulantes OP-Zentrum
- Kooperatives Brustzentrum
- Darmzentrum
- Diabeteszentrum für Kinder
- Endoprothetik Zentrum
- Gynäkologisches Krebszentrum
- MS-Zentrum
- Perinatalzentrum (Level 1)
- Sozialpädiatrisches Zentrum
- Stroke Unit
- Regionales Traumazentrum, Mitglied im Traumanetz OWL
- Zwei Ambulante Pflegezentren
- MVZ St. Vincenz

## Ausbildung
Das St. Vincenz-Krankenhaus ist als akademisches Lehrkrankenhaus der Georg-August-Universität Göttingen in die Ausbildung von Medizinstudenten involviert. Auch verfügen die Chefärzte des Hauses über Weiterbildungsbefugnisse.
Das St. Vincenz-Krankenhaus ist im Bereich der Ausbildung von (Kinder-)Gesundheits- und Krankenpflegern aktiv. Als eine der ersten Krankenpflegeschulen in Deutschland war die Ausbildungsstätte des Krankenhauses 1908 staatlich anerkannt worden. Des Weiteren gibt es eine Hebammenschule. Die Schulen sind im modernen Gebäude des St. Vincenz-Campus für Gesundheitsfachberufe in Paderborn an der Husener Straße zusammengefasst.